# Héctor Carrero
Héctor Carrero (* 3. April 1991) ist ein mexikanischer Eishockeyspieler, der seit 2018 bei den Aztec Eagle Warriors in der Liga Mexicana Élite unter Vertrag steht.

## Karriere
Héctor Carrero begann seine Karriere bei Lomas Verdes in Naucalpan de Juárez und spielte anschließend bei Galerias Reforma. Als 2010 die semi-professionelle Liga Mexicana Élite gegründet wurde, wechselte er zu den Teotihuacan Priests, einem der vier Gründungsclubs der Liga, mit dem er auf Anhieb mexikanischer Meister wurde. 2013 ging er zur Fundación Deportiva Talaveros Puebla. Seit 2018 spielt er für die Aztec Eagle Warriors.

### International
Im Juniorenbereich spielte Carrero für Mexiko bei den U18-Weltmeisterschaften 2007 in der Division II, 2008 in der Division III und 2009 erneut in der Division II sowie den U20-Weltmeisterschaften der Division II 2009 und der Division III 2011, bei der er zum besten Spieler seiner Mannschaft gewählt wurde.
Mit der Herren-Nationalmannschaft nahm Carrero an den Weltmeisterschaften der Division II 2011, 2014, 2015, 2016 und 2019 teil. Zudem nahm er an der Olympiaqualifikation für die Spiele in Sotschi 2014 teil, bei der die mexikanische Mannschaft aber bereits in der Vorqualifikation ausschied. Im März 2014 vertrat er seine Farben beim pan-amerikanischen Eishockeyturnier, bei dem das mexikanische Team die Silbermedaille gewann. Auch 2016 spielte Carrero bei diesem Turnier und konnte es mit den Mexikanern gewinnen.

## Erfolge und Auszeichnungen
- 2011 Aufstieg in die Division II bei der U20-Weltmeisterschaft der Division III
- 2011 Mexikanischer Meister mit den Teotihuacan Priests
- 2013 Bester Stürmer der Weltmeisterschaft der Division II, Gruppe B
- 2014 Silbermedaille beim pan-amerikanischen Eishockeyturnier
- 2016 Gewinn des pan-amerikanischen Eishockeyturniers